# N-S 44
N-S 44 je samostatný pěchotní srub těžkého opevnění, který byl součástí pevnostního systému předválečné Československé republiky. Jeho pravým sousedem je srub N-S 43 (vzdálený 167 m), levým N-S 45 Polom (vzdálený 531 m).
Byl postaven v roce 1938 v režii ŽSV Náchod v rámci stavebního podúseku 7./V. Sedloňov. N-S 44 je samostatný, jednostranný, levokřídlý, dvoupodlažní pěchotní srub, postaven v I. stupni odolnosti.
V době mobilizace v září 1938 byl těsně po dokončení betonáže, bednění nebylo zcela odstraněno. Nebyly provedeny zemní úpravy okolí objektu, nebyly osazeny zvon a kopule. Objekt se zachoval v dobrém stavu, chybějí jen vytržené střílny hlavních zbraní (L1 a M), otvory nebyly zabetonovány.
Zajímavostí tohoto objektu je zkosená hrana diamantového příkopu.

## Výzbroj
hlavní zbraně na levé straně
- zbraň L1 (4cm kanón vz. 36 spřažený s těžkým kulometem vz. 37)
- zbraň M (dva spřažené těžké kulomety vz.37 ráže 7,92 mm)

další výzbroj
- 3 zbraně N – lehké kulomety vz. 26 k ochraně střílen hlavních zbraní a prostoru před vchodem
- 1 zbraň N v pancéřovém zvonu určená k ochraně okolí objektu
- 2 granátové skluzy